# 世紀末★ダーリン
『世紀末★ダーリン』（せいきまつダーリン）は、なると真樹による日本のBL漫画作品。

## 概要
1994年10月に青磁ビブロスから単行本が発売された。
ドラマCD化やOVA化などのメディアミックスがなされた。

## ストーリー
熱血サラリーマン・緒方耕作が一目惚れしたのは、営業先の会社のエリートサラリーマン・高杉洋一郎。避けられながらも真っ直ぐに気持ちをぶつけていく緒方だったが、彼のその拒絶の理由は両思いでありながらも、「お互いの想いが同じ過ぎる」=つまりどちらも「攻め」を希望しているからだった! 開き直った高杉の猛アタックに圧されながらも、自分が先に相手を落とす為に奮闘する「攻め」×「攻め」のラブコメディが始まった。

## 登場人物
緒方 耕作（おがた こうさく）
声：松本保典
カメヤマ商事に勤務する24歳の熱血サラリーマン。営業先のハットリコーポレーションで出会った高杉に惚れ、一途に想いをぶつけていくが彼もまた自分と同じ同じ気持ち=「攻め」を希望しているとわかってからは、開き直った彼とどちらが相手を先に落とすかの攻防戦を繰り広げることになる。自分の気持ちに素直かつ真っ直ぐな直情径行型だが思い込みが激しい部分もあり、高杉のことで何かあると事あるごとに一喜一憂する。
高杉 洋一郎（たかすぎ よういちろう）
声：井上和彦
緒方が営業先のハットリコーポレーションで出会ったエリートサラリーマン。彼も緒方に一目惚れするが同時に「攻め」を希望していた為、緒方をおとす為に様々な猛攻を繰り広げる。イギリス系クォーターであり、洗練された容姿や紳士的かつスマートな振る舞いから女子社員から絶大な人気を博しているが、緒方にはかなりデレデレであり彼のことが絡むと人が変わる。
等々力 耕平（とどろき こうへい）
声：関俊彦
フリーライター兼高校の陸上部コーチを務める緒方の従兄弟。身内からの愛称は「トド」。緒方のことは「抜け作」「ヘボ作」などと呼び一見横柄な態度で接しているが、実は幼い頃に親戚の等々力家に養子に出された双子の弟で、何かある度すぐに兄である緒方の元に転がり込んでくる。甘やかされて育ったせいか傍若無人な俺様気質だが、恋人である猛に対しては非常に激甘かつ頭が上がらない。因みに最初の出会い方及び緒方の恋人という立場故に、高杉とは犬猿の仲である。
板橋 猛（いたばし たける）
声：菊池正美
耕平の恋人である高校生。元気で明るく、基本的には目上に対し素直で謙虚であり緒方達からは非常に可愛がられているが、耕平からの過剰なスキンシップには照れ隠しの鉄拳制裁を見舞うなど容赦がない。食欲旺盛で取り分け肉が大好物。兄の雅（やまと）は学生時代にアスリートとして耕平と競い合ったライバル同士だったらしく、耕平と猛が付き合い出してからはその敵意も加速している。
式部 紫（しきぶ ゆかり）
声：堀秀行
頬に傷のある厳つい外見が特徴の、緒方の腐れ縁の悪友である漢文教師。物語開始時点で堤という男の恋人を持つ身だったことから、緒方に強引に高杉とのことを相談される。口は悪いが何やかんやで面倒見がよく友人思い。
堤 将行（つつみ まさゆき）
声：岩永哲哉
物腰穏やかでおっとりしている、式部の年上の恋人。かつて緒方達の通っていた高校に教育実習生としてやって来たことが縁で式部と出会い、6年という月日をかけて彼と結ばれ、現在は同じ高校に勤務する同僚同士にもなっている（担当科目は古典）。式部とは熟年夫婦さながらの熱愛ぶりであり、緒方と高杉の恋路に的確なアドバイスをしてくれることもある。
坂本 三四郎（さかもと さんしろう）
声：置鮎龍太郎
高杉の中学時代からの親友。学業や異性関係で何かと高杉と張り合おうとしては敗北し続けた為にライバル視している部分があり、数年ぶりにアメリカから日本に帰国して早々その彼に恋人(男であるということだけを先に知ってしまった）が出来たことに深いショックを受け、猛や堤を巻き込んで騒動を起こすなど悪人ではないのだが思い込みの激しい性格。
その行動の根底にはアメリカ時代に現地のとある兄弟にしつこく言い寄られ続けたことにウンザリして帰国した結果（無視出来ないレベルで嫌になったその背景には下記の桂との過去が関係している）、帰ってみれば親友の高杉が男の恋人と幸せになっているという現実に直面した混乱と怒りがあり、その後緒方が高杉の恋人であるとカミングアウトして事態を収拾させて坂本自身も過去を打ち明け、迷惑をかけた面々にも謝罪した。後に緒方と高杉の引っ越したマンション・クレスト芝浦の近くに住んでいることが判明して度々二人の家に遊びに来るようになる。
桂 千太郎（かつら せんたろう)
声：真殿光昭
高杉と坂本の大学時代の後輩で、現在は緒方と高杉と同じクレスト芝浦で暮らす建築設計士。しかし、偶然再会した坂本は何故か彼のことを全く覚えておらず、桂本人も坂本に対してかなり刺々しい態度を取る。実は坂本とは11年前にも一度出会っており、迷子になった弟を探すのを手助けしてもらったことがある。しかし、ようやく見つけた弟（当時3歳）が坂本に一目惚れして強引に迫るのを止める為に強引に彼の唇を奪い、図らずも後々のアメリカ人兄弟による坂本の奪い合いを彷彿とさせる状況を発生させ、深いトラウマを与える結果になってしまった。　
坂本を恋しがる弟・千覚（ちさと）の為に中学・高校・大学と進学先が同じだった坂本に度々接触しているものの、何故か次に会う時には忘れ去られていることで現在の彼への態度をかなり硬化させている。基本的には理知的で良識人であり、現在の坂本の状況を聞いて自分たち兄弟が坂本に与えたトラウマを理解したまでは良いものの、その後緒方達との過去のトラブルをも知ったことから坂本が高杉に密かに好意を寄せていると勘違いするなど、坂本程ではないにせよ思い込みが激しい部分も。

## 書籍情報
- なると真樹『世紀末★ダーリン』青磁ビブロス / ビブロス〈BE×BOY COMICS〉全4巻
  1. 1994年10月、ISBN 4882712652（※初版は「青磁ビブロス」扱い）
  2. 1998年08月、ISBN 4882713454（※初版は「青磁ビブロス」扱い）
  3. 1996年08月、ISBN 4882714841（※初版は「青磁ビブロス」扱い）
  4. 1998年09月、ISBN 4882718308（※1997年の社名変更により初版から「ビブロス」扱い）

- なると真樹『世紀末★ダーリン』秋田書店〈きらら16コミックス〉全7巻
  1. 2000年01月、ISBN 4253165184
  2. 2000年01月、ISBN 4253165192
  3. 2000年03月、ISBN 4253165206
  4. 2000年03月、ISBN 4253165214
  5. 2000年05月、ISBN 4253165222
  6. 2000年08月、ISBN 4253165249
  7. 2000年11月、ISBN 4253165249

- なると真樹『新・世紀末★ダーリン』実業之日本社〈MBコミックス〉全3巻
  1. 2002年02月、ISBN 4408433624
  2. 2003年11月、ISBN 4408433977
  3. 2004年04月、ISBN 4408434043

- なると真樹『世紀末☆ダーリン』日本文芸社〈ニチブンコミックス / KAREN COMICS〉シリーズ既刊7巻
  1. 世紀末☆ダーリン2006、2006年09月発売、ISBN 978-4-537-10535-3
  2. 世紀末☆ダーリン2007、2008年05月発売、ISBN 978-4-537-10846-0
  3. 世紀末☆ダーリン2008、2008年11月発売、ISBN 978-4-537-10898-9
  4. 世紀末☆ダーリン2009、2009年10月発売、ISBN 978-4-537-12517-7
  5. 世紀末☆ダーリン2010、2010年08月発売、ISBN 978-4-537-12632-7
  6. 世紀末☆ダーリン2011、2011年11月発売、ISBN 978-4-537-12819-2
  7. 世紀末☆ダーリン2012、2012年11月発売、ISBN 978-4-537-12965-6

## ドラマCD

### ドラマCD作品一覧
- 『世紀末★ダーリン』 （2000年3月23日発売 マリン・エンタテインメント ディスク枚数：1）
- 『世紀末★ダーリンII』 （2000年5月24日発売 マリン・エンタテインメント ディスク枚数：1）
- 『世紀末★ダーリンIII』 （2000年5月24日発売 マリン・エンタテインメント ディスク枚数：1）
- 『世紀末★ダーリン 世紀末戦隊ダーリン5スペシャル 〜セイウチの逆襲〜』 （2000年5月24日発売 マリン・エンタテインメント ディスク枚数：1）
- 『新・世紀末★ダーリン』 （2002年3月6日発売 ファースト・スマイルエンタテインメント ディスク枚数：1）

## OVA
スタッフ
- 原作：なると真樹（ビブロス / Be×boy comics）
- 監督・コンテ：前島健一
- 脚本：平詩野
- キャラクターデザイン・作画監督：岩倉和憲
- 色指定：伊藤弘子
- 美術監督：脇威志
- 撮影監督：岡崎英夫
- 音楽：山本はるきち
- アニメーション制作：ホランナビ
- 製作：セイヨー

主題歌
松本保典＆井上和彦「LOVE FIGHT」
OVA商品一覧
- VHS『世紀末★ダーリン』
- DVD『世紀末★ダーリン』 （2006年11月22日発売 片面1層 MPEG-2 1枚組） JDXA-25989
  - 初回特典：「世紀末戦隊☆ダーリン5」、「キャスト・コメント集」、「『LOVE FIGHT』カラオケ映像」

## 関連商品

### 音楽CD
- 『世紀末★ダーリンII』 （1996年9月21日発売 バンダイ・ミュージックエンタテインメント ディスク枚数：1）
- 『世紀末★ダーリンIII』 （1997年9月1日発売 バンダイ・ミュージックエンタテインメント ディスク枚数：1）
- 『世紀末戦隊ダーリン5スペシャル』 （1998年10月5日発売 バンダイ・ミュージックエンタテインメント ディスク枚数：1）
- 『世紀末★ダーリン ヴォーカルコレクション』 （2000年5月24日発売 マリン・エンタテインメント ディスク枚数：1）